# Munisport Pointe-Noire
Maillots
Le Munisport de Pointe-Noire est un club congolais de football basé à Pointe-Noire.

## Histoire
Le club de la ville de Pointe-Noire remporte son premier titre national en 1996, lorsqu'il est sacré champion du Congo. Il parvient à conserver son titre la saison suivante. Sept ans plus tard, Munisport inscrit pour la première fois son nom au palmarès de la Coupe du Congo, en s'imposant en finale face à Vita Club Mokanda.
Ces bons résultats ont permis au club de participer à deux reprises aux compétitions continentales. Pour son baptême à ce niveau, lors de la Ligue des champions de la CAF 1997, le club congolais perd au premier tour face aux Camerounais d'Unisport Bafang à l'issue de la séance des tirs au but. Lors de l'édition suivante, il doit déclarer forfait. Pour sa seule participation à la Coupe de la confédération, le club est sorti dès son entrée en lice par la formation équatoguinéenne du CD Elá Nguema.

## Palmarès
- Championnat du Congo (2) :
  - Vainqueur en 1996 et 1997

- Coupe du Congo :
  - Vainqueur en 2004